# Dilani Manodara
Manodara Acharige Don Dilani Surangika (singhalesisch මනෝදර ආචාරිගේ දොන් ඩිලානි සුරංගිකා, bekannt als Dilani Manodara; * 8. Dezember 1982 in Kandy, Sri Lanka) ist eine sri-lankische Cricketspielerin, die zwischen 2006 und 2019 für die sri-lankische Nationalmannschaft spielt.

## Aktive Karriere
Surangika gab ihr WODI-Debüt in der Nationalmannschaft beim Women’s Asia Cup 2006 gegen Pakistan. Sie spielte auch beim Women’s Asia Cup 2008 und beim Women’s Cricket World Cup 2009. Im Juni 2009 folgte dann ihr WTwenty20-Debüt beim ICC Women’s World Twenty20 2009 gegen Pakistan. Ihre beste Leistung bei dem Turnier waren 22* Runs gegen England. Zwischen 2010 und 2012 war sie zeitweise Kapitänin für das WODI- und WTwenty20-Team. Beim ICC Women’s World Twenty20 2012 erreichte sie 24 Runs gegen Südafrika. Ihre beste Leistung beim Women’s Cricket World Cup 2013 waren 34 Runs gegen Neuseeland. Im Jahr 2014 fiel sie zunächst aus dem Kader, kam jedoch ein Jahr später wieder ins Team zurück. Dort konnte sie dann im Januar 2015 in der WTwenty20-Serie gegen Pakistan ihr erstes internationales Fifty über 50* Runs erzielen. Beim ICC Women’s World Twenty20 2016 erzielte sie als beste Leistung 38 Runs gegen Australien. Beim Women’s Cricket World Cup Qualifier 2017 konnte sie beim Sieg gegen Irland ein weiteres Fifty über 53 Runs beisteuern. Das Team qualifizierte sich für den Women’s Cricket World Cup 2017, wo ihr gegen Indien (61 Runs) und Pakistan (84 Runs) je ein Fifty gelang. Ihr letztes internationales Turnier spielte sie beim ICC Women’s World Twenty20 2018, wo ihr unterwegs anderem 20* Runs gegen Südafrika gelangen. Ihren letzten Einsatz in der Nationalmannschaft hatte sie dann im November 2019 in Australien. Sie spielte in der Folge weiter im nationalen sri-lankischen Cricket für Air Firce SC.